# 賴瑞·桑德斯
賴瑞·尤金·桑德斯二世（1988年11月21日—）為美國男子籃球運動員，場上位置為中鋒。
桑德斯的父親在佛罗里达州维罗海滩就讀吉福德高中（Gifford High School）時打過籃球校隊，20歲時參軍，光榮退伍後在佛罗里达州皮尔斯堡擔任郵差，並在當地建立家庭。桑德斯出生於皮尔斯堡，但家庭並不和睦，六歲時母親將他與大一歲的姐姐帶離皮尔斯堡，搬到维罗海滩生活，桑德斯會透過繪畫和滑板來遠離世界，而在就讀國小四、五、六年級時桑德斯共被退學了三次。因為桑德斯就讀位於皮尔斯堡的基爾帕特里克基督教學院（Kilpatrick Christian Academy），全家才又搬回皮尔斯堡。高中十年級桑德斯進入聖露西港高中就讀，當時桑德斯的夢想是成為一名藝術家，在參加學校秋季學期開學前的活動時，身材高大的他被籃球校隊教練說服進入球隊，至此桑德斯才開展籃球生涯。因為維吉尼亞聯邦大學擁有良好的藝術科系，桑德斯選擇前往維吉尼亞聯邦大學就讀，但因為藝術科系的標準很高，桑德斯改主修社會學，同時為了瞭解家庭暴力修讀心理學課程。2009年春天密尔沃基雄鹿派球探觀看維吉尼亞聯邦大學當年選秀首輪熱門艾瑞克·梅諾，但同時也觀察到桑德斯，桑德斯以場均14.4分、9.1籃板結束大三賽季後投入2010年NBA選秀，桑德斯在選秀第一輪第15順位獲得密尔沃基雄鹿青睞。
2013年8月桑德斯與密尔沃基雄鹿簽下四年4000萬美元延長合約。2015年2月桑德斯與密尔沃基雄鹿完成合約買斷，密尔沃基雄鹿每年會向桑德斯支付190萬美元，總計七年直到2022年。桑德斯表示離開NBA是為了治療精神疾病焦虑症與抑鬱症。
2017年3月桑德斯與克里夫兰骑士簽約，頂替報銷的安德鲁·博古特。桑德斯替克里夫兰骑士出賽5場，總計出賽13分鐘，5次犯規，拿到4分、1阻攻、1抄截，例行賽快結束前克里夫兰骑士改簽下沃尔特·塔瓦雷斯而釋出桑德斯。
2024年8月19日，台灣職業籃球大聯盟桃園台啤永豐雲豹宣布簽下桑德斯。10月30日，桃園台啤永豐雲豹與桑德斯達成離隊共識。

## 外部連結
- 賴瑞·桑德斯在fiba.basketball（英语）
- 賴瑞·桑德斯在NBA（英语）
- 賴瑞·桑德斯在NBA G聯盟（英语）
- 賴瑞·桑德斯在台灣職業籃球大聯盟
- 賴瑞·桑德斯在Basketball-Reference.com（NBA）（英语）
- 賴瑞·桑德斯在Basketball-Reference.com（NBA G聯盟）（英语）
- 賴瑞·桑德斯在Sports-Reference.com（NCAA）（英语）
- 賴瑞·桑德斯在Eurobasket.com（球員）（英语）
- 賴瑞·桑德斯在RealGM（英语）
- 賴瑞·桑德斯在Proballers（英语）
- 賴瑞·桑德斯在Flashscore（英语）